# Tsuneishi Kamsarmax Bulk Carrier
Der Massengutschiffstyp Kamsarmax Bulk Carrier, kurz KAMSARMAXBC des japanischen Schiffbauunternehmens Tsuneishi wurde in einer Serie von über 200 Einheiten gebaut.

## Einzelheiten
Die Kamsarmax-Bulk-Carrier-Baureihe wurde Anfang der 2000er Jahre von Tsuneishi Shipbuilding entworfen. Die Modellerprobung begann 2002, der Baubeginn für das erste Schiff war 2004 und dessen Ablieferung im Februar 2005. Seitdem folgten über 200 Einheiten des Typs in vier Bauvarianten (Mk. 1 bis Mk. 4), die auf den konzerneigenen Werften in Japan, China und den Philippinen für verschiedene Reedereien gebaut wurden. Im Bereich der Massengutschiffe mit Tragfähigkeiten zwischen 80.000 und 84.000 Tonnen gelten die Tsuneishi-Kamsarmax-Schiffe mit einem Marktanteil von 28 % als eines der Standardschiffe.
Die Schiffe sind als Kamsarmax-Massengutschiffe mit achtern angeordneten Aufbauten ausgelegt. Aufgrund ihrer Abmessungen sind die Einheiten besonders für den Transport von Bauxit aus Kamsar ausgelegt, können aber auch verschiedene andere Massengüter, wie zum Beispiel Getreide, Kohle und Mineralien befördern. Die Tankdecke der Laderäume ist für den Erztransport verstärkt ausgeführt. Es können darüber hinaus auch Sackgüter, Stahlprofile, -röhren und andere Massenstückgüter, jedoch keine Decksladungen transportiert werden. Sie haben sieben Laderäume mit jeweils eigener Luke, deren zum Öffnen seitlich aufzuschiebenden Lukendeckel hydraulisch betätigt werden. Die Schiffe verfügen nicht über eigenes Ladegeschirr. Die erste Variante des Schiffstyps hatte eine Tragfähigkeit von etwa 70.000 Tonnen und wurde insbesondere im Bezug auf die Tragfähigkeit, den Rauminhalt und den Treibstoffverbrauch mehrfach verbessert. Die aktuelle Bauvariante kann bei einem Entwurfstiefgang von 14,40 m rund 81.600 Tonnen transportieren und hat bei Schüttgütern einen Gesamtladeraumrauminhalt von 97.000 m³.
Der Antrieb der Schiffe besteht aus einem Zweitakt-Dieselmotor. Der Motor ermöglicht eine Geschwindigkeit von etwa 14,5 Knoten. Es stehen mehrere Hilfsdiesel und ein Notdiesel-Generator zur Verfügung.